# Черниговский городской совет
Черниговский городской совет (укр. Чернігівська міська рада) — административно-территориальная единица в Черниговской области Украины; орган местного самоуправления. Административный центр — город Чернигов.

## История
15 октября 1932 года был создан горсовет в составе Черниговской области. 22 декабря 1973 года в составе горсовета было образовано два района: Деснянский и Новозаводской, Указом Президиума Верховного Совета УССР от 22.12.1973 Про создание районов в некоторых городах УССР (укр. Про утворення районів у деяких містах Української РСР).
В 1999 году сёла Черниговского района Певцы и Александровка, часть села Новосёловка (Новосёловский сельсовет) с общей площадью 513,4 га были включены в состав Деснянского района Черниговского горсовета, Постановлением Верховного Совета Украины Про изменение границ города Чернигов Черниговской области (Про зміну меж міста Чернігів Чернігівської області) от 8 июля 1999 года № 872-14. Также в 1999 году 50,7 га территории Радянско-Слободского сельсовета (микрорайоны Заречный и Астра) и 160,2 га — Шестовицкого сельсовета (аэропорт, западнее Шестовицы) были включены в состав Новозаводского района Черниговского горсовета.

## География
Территория горсовета является анклавом Черниговского района. Черниговский горсовет преимущество занимает правый берег Десны. Западная часть горсовета — Новозаводской район (41,29 %), восточная — Деснянский (58,71 %). Новозаводской район имеет два эксклава (на территории Черниговского района): территория микрорайона Заречный и аэропорта «Чернигов» (Шестовица).
Населённые пункты:
- Чернигов

Состав:
- Деснянский район
- Новозаводской район

## Администрация
Глава совета — Атрошенко, Владислав Анатольевич (с 2015 года). Глава совета избирается горожанами сроком на 5 лет. Совет состоит из 42 депутатов.